# Медаль «За беспорочную службу в полиции»
Медаль «За беспорочную службу в полиции» — государственная награда Российской империи, предназначавшаяся полицейским и пожарным.

## Основные сведения
Медаль «За беспорочную службу в полиции» предназначалась для награждения нижних чинов полицейских и пожарных команд и полицейских урядников. Учреждена 17 (29) декабря 1876 года по указу императора Александра II, который был передан в Сенат министром внутренних дел. Эта медаль считается первой, предназначенной специально для служащих Министерства внутренних дел России.

## Порядок вручения
Медалью награждались нижние чины полиции и пожарных команд, а также тысяцкие Северо-западных губерний (с 20 января (1 февраля) 1878 года), полицейские урядники(с 18 (30) января 1885 года), обер-констебли и констебли Великого княжества Финляндского (c 4 (17) декабря 1903 года), безупречно прослужившие не менее пяти лет. Право на ношение медали после выхода в отставку сохранялось за отслужившими не менее 10 лет. В том случае, если награждённый по той или иной причине покидал службу, не отслужив 10 лет, медаль возвращалась в капитул орденов.
В царствование Александра III число награждённых медалями было относительно небольшим: так, с 1881 по 1883 год было не более 400 награждений. При Николае II было в среднем по 2000 награждённых в год. В частности, известны следующие данные о количестве награждённых:
| Год  | Количество награждённых |
| ---- | ----------------------- |
| 1903 | 2093                    |
| 1904 | 2411                    |
| 1905 | 2720                    |
| 1906 | 2317                    |

## Описание медали
Медаль изготовлялась из серебра. Диаметр медали периода Александра II — 33 мм, в последующие годы — 36 мм. На лицевой стороне медали периода царствования Александра II изображён портрет Александра II в профиль, который с 1881 года сменяется портретом Александра III, а с 1894 года — портретом Николая II. На аверсе медали, выпущенной при Александре II не было надписей, не было их первоначально и при Александре III. В 1883 году дизайн изменился — по окружности вдоль бортика появилась надпись — «Б.М.АЛЕКСАНДР III ИМПЕРАТОРЪ И САМОД.ВСЕРОСС.». С 1894 года надпись изменилась на «Б.М.НИКОЛАЙ II ИМПЕРАТОРЪ И САМОДЕРЖЕЦЪ ВСЕРОСС.». На оборотной стороне медали надпись в четыре строки:
ЗА
БЕЗПОРОЧНУЮ
СЛУЖБУ
ВЪ ПОЛИЦІИ»
Бортик медали с обеих сторон оформлен в виде сплошного лаврового венка, перетянутого сверху лентой. Варианты медали, выпущенные при разных императорах, также несколько отличаются шрифтами и деталями изображения. Медали изготовлены на Санкт-Петербургском монетном дворе. В 1886 году была учреждена медаль «За беспорочную службу в тюремной страже», очень близкая по дизайну и статуту.

### Медаль без надписей на лицевой стороне
Первоначально, при учреждении, медаль не имела надписей на лицевой стороне, и это сохранялось вплоть до правления Александра III. 25 февраля (9 марта) 1883 года Александр III издал указ, по которому лицевая сторона медали изменялась — появилась надпись «Б.М.АЛЕКСАНДР III ИМПЕРАТОРЪ И САМОД. ВСЕРОСС.». Причиной к этому изменению стало письмо, которое получил министр внутренних дел Д. А. Толстой от киевского генерал-губернатора, полученное в октябре-ноябре 1882 года. Сообщалось, что киевские полицейские, получив искомые награды, были немало смущены подписью под портретом Александра III — там располагалась подпись медальера: «Л. ШТЕЙНМАНЪ Р.» (Леопольд Штейнман резал). В результате Д. А. Толстой написал письмо министру Императорского Двора И. И. Воронцову-Дашкову, в котором попросил не указывать фамилии гравёров на медалях. И. И. Воронцов-Дашков передал запрос министру финансов Н. Х. Бунге, который ответил, что фамилии гравёров «имеют довольно важное значение в нумизматическом отношении» и предложил заменить их на инициалы и добавить надпись. В результате это предложение было принято. Новый штамп изготовил медальер Авраам Грилихес.
Известно, что в 1881—1883 годах было выпущено всего около 400 медалей с портретом Александра III без надписей.

## Порядок ношения
Медаль имела ушко для крепления к орденской колодке или ленте. Носить медаль следовало на груди. Лента медали — Аннинская.

## Изображение медалей
- Лента медали